# 競爭法的歷史
競爭法的歷史是指政府試圖規範商品與服務的競爭市場，以致今日遍及世界各地的現代競爭法或反托拉斯法之歷史。競爭法最早的紀錄可追溯至羅馬時期，為控制價格波動與不公平交易行為所為之立法。經過中世紀的歐洲，國王與女王多次打擊獨占事業，包括那些因國家立法而產生的。英國普通法限制交易原則為現代競爭法的前身，最終促成美國反托拉斯法之立法，並對二次世界大戰後之歐盟競爭法的發展產生重大之影響。今日，越來越多的重心已轉移至全球化經濟下的國際競爭執法。

## 早期的歷史
國家制定法律管制競爭到今日為止已經有超過兩千年的歷史。羅馬皇帝與中世紀的國王都曾用關稅來穩定物價或扶植在地產業。對「競爭」的正式研究至18世紀亞當·史密斯出版《國富論》後才真正開始。不同術語曾被用來描述這方面的法律，包括「限制行為」、「獨占法」、「聯合法」及「限制交易」等。

### 羅馬法
競爭法的早期案例可在羅馬法中找到。羅馬共和國於公元前50年左右制訂《Lex Julia de Annona》。為保障糧食貿易，每個直接、故意或暗中阻礙供應船隻的人都會被施以重罰。戴克里先於公元301年制訂一項法規，規定任何破壞交易系統（如買斷、隱藏日常用品或使日常用品匱乏）的人都會被判處死刑。公元483年東羅馬帝國皇帝芝諾引入了更多的法規，其中部分成為1322年及1325年佛羅倫斯國內法律的根據。這些法規規定了私有或由皇帝授予的獨占事業之任何商業聯合行為，其財產之沒收與排除。芝諾撤銷所有先前授予的獨占權利。查士丁尼一世隨後通過交由官員管理國家獨占事業之法規。隨後歐洲陷入黑暗時期，所以也沒有相關的立法紀錄，直到中世紀的商人法（Lex mercatoria）為貿易帶來更大的擴展為止。

### 中世紀

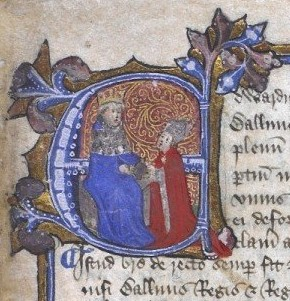
愛德華三世在黑死病的時期，制訂了勞工法，管制工資價格，並要求違反者須支付受害一方兩倍賠償金額。

在諾曼征服英格蘭前，英國已有控制獨占與限制行為的法規。《末日審判書》中記載，「囤積」（forestalling，於商品進入市場前買斷，再調漲其價格之行為。）是懺悔者愛德華可在英格蘭全境施行財產沒收的行為之一。不過，對公平價格的關切亦導致了對市場直接規範之意圖。在亨利三世時期，公元1266年通過了規範麵包與啤酒價格須對應法訂糧食價格的法規。違反法規的處罰方式包括罰金、頸手枷及浸水刑凳。14世紀的法規將囤積者寫作「壓迫窮人與整個社會者，以及整個國家的敵人」。在愛德華三世期間，公元1349年通過勞工法，規定技師與工人的薪資，並要求商品應以合理價格出售。在既有的處罰之上，法規表示，超額收費的商家必須支付受害一方他所收到的兩倍金額，此一概念於美國反托拉斯法被採用，規範了懲罰性損害賠償。同樣在愛德華三世時期，下列條文禁止了商業聯合行為。
……我們已制定及規定，沒有商家或其他人能夠施行任何會導致檢舉、騷亂、日常用品的減損等任何有關或可能有關之情形的共謀、勾結、杜撰、妄想或私語等邪惡手段。
在歐洲大陸，其競爭原則於商事法開始發展。規範競爭原則法規的例子包括波希米亞的瓦茨拉夫二世於1283年及1305年制定之《constitutiones juris metallici》，規定礦商聯合調高價格的行為是有罪的；佛羅倫斯於1322年及1325年制定的國內法依循芝諾的法規，反對國家獨占；神聖羅馬帝國皇帝查理五世通過法規，「以避免因許多商人與工匠在荷蘭的獨占與不正當契約造成之損失」。1553年，亨利八世重新引入食品的價格管制，以隱定物價，以應對國外食品供應的波動。該法條之內容如下：
將所有此類事物標上特定價格是很辛苦且困難的……（這是必要的，因為）此類食品的價格已多次因為擁有此類食品之業者的貪婪覬覦與胃口，透過重復囤積的行為，提高其售價至超過任何合理或基本之價格，以致對國王的臣民造成了極大的傷害與財產損失。
大約這個時期，代表不同商人與工匠的同業公會開始發展，並享有不受反獨占法律管制之優惠與豁免。這些特權直到1835年公司法制定後才遭廢除。

### 文藝復興時期的發展

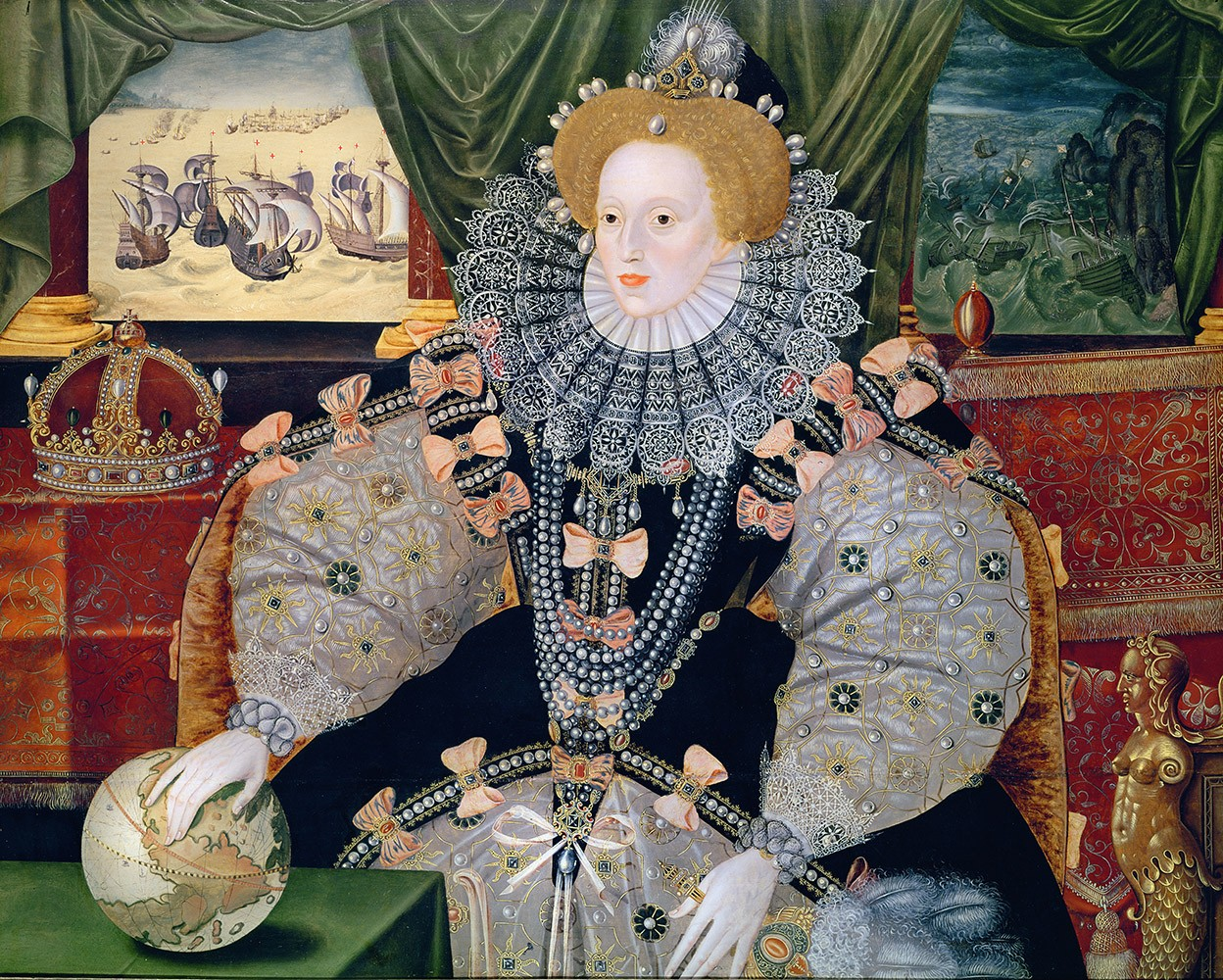
於全球化的初期，女王伊麗莎白一世主張，獨占不應被濫用。

16世紀的歐洲剛開啟了新世界，社會正迅速變動。海外貿易與掠奪，透過國際經濟與商人的積極動作，產生了大量的財富。1561年，工業專賣許可證，類似現代專利的制度被引入了英國。但是，在英國女王伊麗莎白一世統治時期，該制度重復被極為濫用，且只被用來保留特權，而無法鼓勵任何新的創新或製造方式。當時，英國下議院為此表示抗議，並通過法案，而使得女王要求將此案件交由法院判決。這些法案係由達西訴阿萊伊恩案催化而來。該案中，皇座法庭宣判女王伊麗莎白一世授予達西進口撲克牌到英國的專有權無效。達西是女王家人的官員，要求被告為侵犯其侵利負損害賠償。法院判決該特權無效，且獨占的3個特徵為(1)價格上漲、(2)品質下滑、(3)會讓工匠處於失業與赤窮的狀態。這暫時中止了特許獨占，直到國王詹姆斯一世再次將這些特權授予他人。於1623年，英國議會通過獨占法，將專利權與同業公會很大程度地排除於禁止之外。自國王查理一世，經過內戰至國王查爾斯二世，獨占持續存在，對提高收入特別有用。然後於1684年，在「東印度公司訴桑迪斯案」中，判決只有在國境外的貿易專有權是合法的，因為只有強大的公司能夠在海外的優勢條件下進行貿易。1710年，因為新堡煤礦的獨占所導致的煤炭價格高漲，通過了新法。該法規定，「所有及每個合約、契約及協議，不論是以書面或不以書面形式……任何與上述貿易相關的人（之間），囤積煤炭，或限制或阻礙任何人自由……處置煤炭……特此宣布為非法。」當亞當·史密斯於1776年寫下《國富論》時，他有點悲觀地認為，這不太可能得到什麼改變。
「期望自由貿易應該完全地在大英帝國內恢復是荒謬的，如同期望海洋聯邦與烏托邦應被建立一般。不僅是公眾的偏見，更是不可戰勝的某樣事物，許多個人的私人利益會無法抗拒地抵抗自由貿易。支持加強此類獨占之提案的國會議員不僅能獲得瞭解貿易的美名，更能在擁有財富使其具有重要性的人之間，得到其知名度與影響力。」

### 限制交易

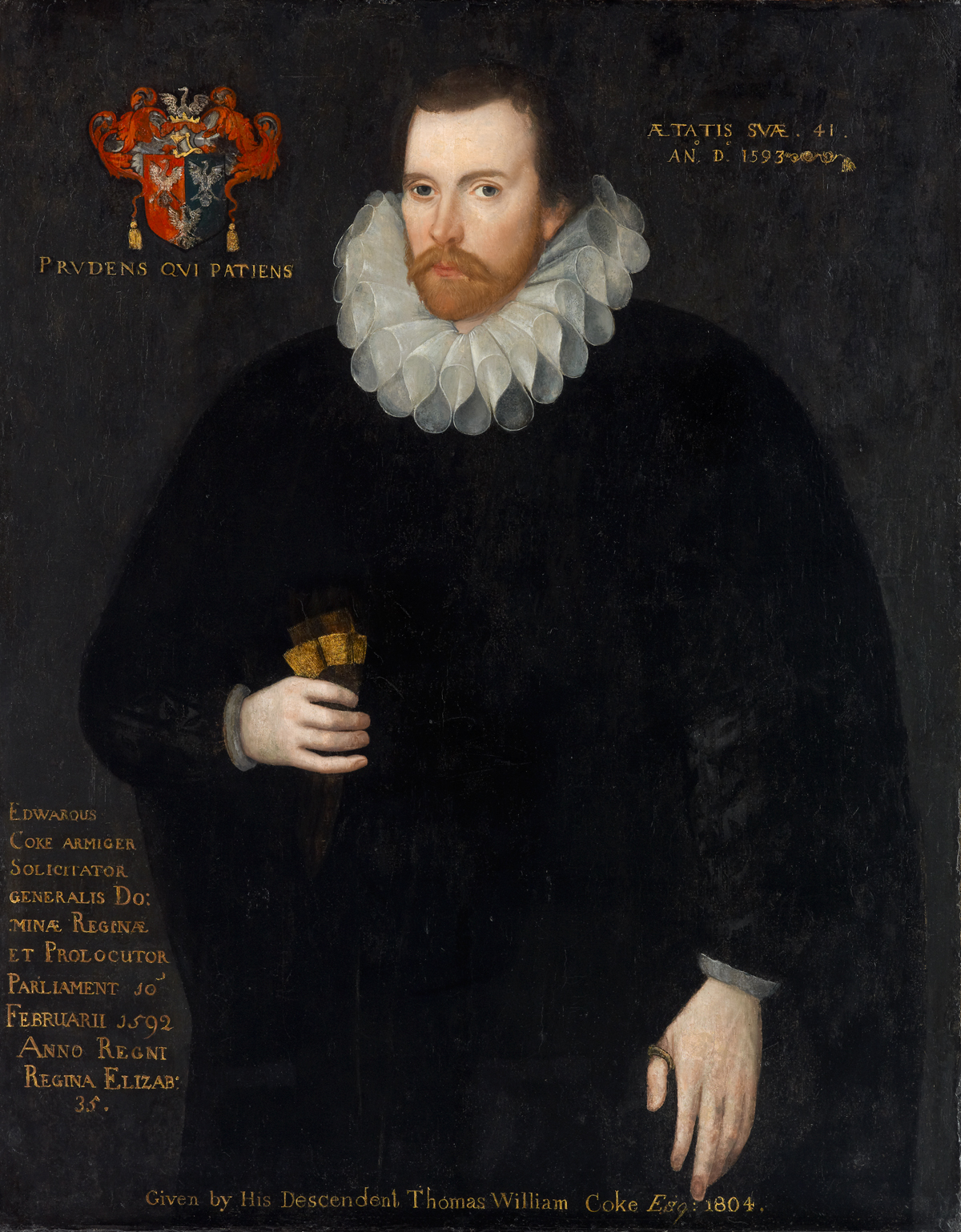
17世紀時，法官愛德華·柯克認為一般對交易之限制都是不合理的。

規範限制交易的英國普通法是現代競爭法之前身。該法現在的用途很小，因為在大多數普通法國家中已有現代且經濟導向之法條。該法禁止有悖公共政策之商業協議，除非可證明該協議之合理性；有效地禁止了旨在限制他人交易之協議。例如，在努登費爾特訴馬克沁案（Nordenfelt v Maxim）中，瑞典武器發明家努登費爾特將其事業賣給美國槍支製造商時，表示他「不會在世上任何地方製造槍支或武器，且不會以任何方式與馬克沁競爭。」
在考量是否有限制交易時，雙方均必須在其協議中提供有價值的對價。在染工的案件中，染工於6個月內不與原告所在城市進行交易，但原告沒有承諾任何回報。在聽到原告試圖強制執行此約定時，Hull J驚呼
「若原告在此，他應該被關進牢裡，直到他繳納罰款為止。」
普通法隨著不同的商業條件而不斷地演進。因此，在1613年的羅傑斯訴帕里案（Rogers v Parry）中，法院認為一位細木工人承諾21年間不在其家鄉交易，因為時間與地點是確定的，所以對其具約束力。不過，法官愛德華·科克則認為，一個人不能限制他自己的交易。在隨後的布羅德訴喬利夫案（Broad v Jolyffe）與米契爾訴雷諾案（Mitchel v Reynolds）中，麥克爾斯菲爾德伯爵詢問，「對一位在倫敦的商人而言，一位在新堡的商人對他有什麼意義？」在通訊速率緩慢的時代，限制全國的貿易對一個人的事業不會有什麼助益，且是徒勞的。但到了1880年，在魯西永訴魯西永案（Roussillon v Roussillon）中，法官愛德華·弗萊表示，不限空間的限制不會是徒勞的，因為真正的問題在於是否超過承諾者保障之所需。因此，在努登費爾特的案件中，法官麥拿頓判決，當一個人有效承諾「不在世上各地製造槍支或武器」時，這即是有效的；但「不得以任何方式與馬克沁競爭」則是不合理的限制。此一方法於梅森證實訴公積金供應及服飾有限公司案（Mason v The Provident Supply and Clothing Co）中，由英國上議院所肯定。

## 現代
現代競爭法開始於美國1890年的休曼法案，以及1914年的克萊頓法案。其他國家，尤其是歐洲，也有獨占與卡特爾有某些管制，美國將普通法中有關限制交易的規範成文化，亦對隨後的競爭法發展有著廣泛之影響。在第二次世界大戰之後，以及在柏林圍牆倒塌之後，競爭法都得到了新的關注，且全世界也都修正其法規。

### 美國反托拉斯法

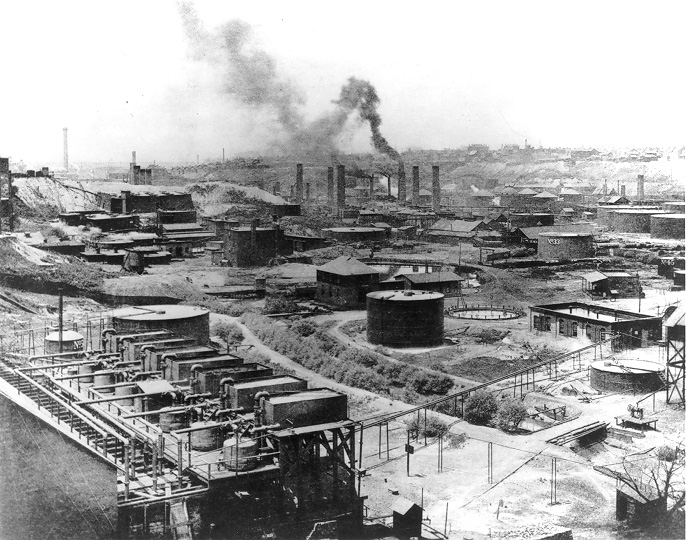
標準石油曾是美國最大的公司之一，被美國反托拉斯法所拆分。

在美國，「反托拉斯」這一詞的出現與美國法規中與一般信託法有關之條文完全沒有關係，而是因為大型美國企業使用信託基金來掩飾其實際的商業協議。大型信託基金成了大型獨占的代名詞，這些信託基金對民主與自由市場的威脅促使休曼法與克萊頓法的制訂。這些法律部分將美國與英國過去普通法中有關限制交易之規範編成條文。參議員喬治·弗裡斯比·霍爾是休曼法的作者之一，他表示，「我們已經確認，普通法中有關跨州與跨國商業交易的古老原則，並賦予美國法院有權以命令執行這些原則。」休曼法與克萊頓法中有關普通法基礎之證據可於準標石油訴美國案中找到，首席大法官懷特明確地將克萊頓法與普通法及英國16世紀有關囤積的法條相連結。這些法案的措辭亦反映了普通法。休曼法的前二條之內容如下，
「第1條 所有以信託基金或其他形式或共謀，為在數州間或與國外限制貿易或商業行為之合約均被宣告為非法。每個人簽訂被宣告為非法的任何合約，或行事任何被宣告為非法的聯合或共謀行為，均應被視為犯有重罪，且一經定罪，均應處以罰金……
第2條 每個人獨占，或試圖獨占，或聯合或共謀其他人獨占在數州間或與國外之交易與商業，均應被視為犯有重罪，且一經定罪，均應處以罰金……」
休曼法並沒有發揮其作者想要的直接影響，雖然共和黨總統西奧多·羅斯福的邦聯政府起訴了45家公司，而威廉·霍華德·塔虎脫也用該法起訴了75家公司。克萊頓法於1914年通過，用來補充休曼法，列出具體的濫用行為類型，包括價格歧視（第2條）、排他性交易（第3條）及嚴重妨礙市場競爭的併購（第7條）。第6條則排除工會於法律適用範圍外。休曼法與克萊頓法現在均編在美國法典第15篇內。

### 戰後趨勢
第一次世界大戰後，各國開始仿效美國主導的競爭政策。1923年，加拿大提出聯合調查法；而在1926年，法國加強1810年拿破侖法典中的競爭條款。第二次世界大戰後，由美國所領導的同盟國在德國與日本佔領區裡引進嚴格的卡特爾與獨占管制。在德國，儘管已於1909年通過法律規範不公平競爭（Gesetz gegen den unlauteren Wettbewerb，亦簡稱為UWG），人們還是普遍認為，德國工業大型卡特爾的優勢使其更容易讓納粹透過賄賂或恐嚇少數工業巨擘的主管，以施行經濟總量管制。同樣地，在日本，其企業透過家庭與裙帶關係連結，財閥很容易被政府操縱作為戰爭的工具。在第二次世界大戰與日本及德國無條件投降之後，這些國家被引入了與既有美國政策與法規相似的更嚴格之管制。
然而，更進一步的發展卻被許多國家內的國有化與全產業規劃政策所蓋過。透過政府的直接行動改善國內經濟與產業成為當務之急。煤炭產業、鐵路、鋼鐵、電力、水利、醫療衛生等諸多領域均因為其獨特之性質，而被視為自然獨占。大英國協內的國家在制定競爭成文法規上變得緩慢。英國於1956年引入（較不嚴格的）限制行為法。澳洲於1974年引入該國現在的交易行為法。不過，最近出現了一波修法浪潮，特別是在歐盟，其會員國須依據當代競爭法思維調和其法規。

### 歐盟法律
1957年，6個西歐國家簽署了歐洲共同體條約（亦稱羅馬條約），在過去50年間，增長成擁有將近5億公民的歐盟。歐洲共同體時所立的法律為歐盟法律的經濟與社會之基底，競爭法即在此時制定。健全的競爭被視為建立無限制交易之共同市場的重要因素。羅馬條約第81條是歐盟內與競爭法有關的第一個條文，處理卡特爾與限制性垂直協議，禁止……
「(1)……會影響會員國間之交易，且意圖或可能阻礙、限制或扭曲共同市場內之競爭的所有企業間之協議、企業聯合所做之決定及一致行為。」
羅馬條約第81(1)條給出「基本」限制行為之例子，如價格操作或市場分配；而第81(2)條則明定，任何此類協議均自動失效。不過，如同1623年的獨占法一般，第81(3)條也規定了例外，若勾結是為了銷售或技術創新，給予消費者獲利的「公平份額」，以及不包括會減損任何地方競爭之風險等不合理（或不合比例之）限制時，允許其例外。羅馬條約第82條處理獨占，或更精確地說，處理具支配地位及濫用其地位之公司。與美國反托拉斯法不同，歐盟法從來沒有被用來處罰這些具支配地位的公司，而是賦予這些公司特別的義務，以適當導正其行為。列在第82條的濫用行為類型包括價格歧視與排他性協議，與美國克萊頓法第2條與第3條大致相同。此外，依據第82條規定，歐盟理事會授權制訂規則管制公司間之合併，最新的法規為「併購法規139/2004」。一般會測試在歐盟層級（即會影影多個歐盟會員國）上，該合併或收購是否會嚴重阻礙有效競爭。這也與克萊頓法內有關競爭嚴格減損的規定相似。最後，羅馬條約第86條及第87條規定國家在市場內的角色。第86(2)條明確表示，不會使用任何規則阻礙會員國提供公用服務之權利，但除此之外，該公用事業於勾結與濫用支配地位上，必須與其他公司一樣遵守同樣的規則。第87條與第81條相似，規定國家不能為協助或補貼私人組織而扭曲自由競爭的一般規則，但排除慈善機構、區域發展目標，及自然災害等例外情形。

### 國際執法
各國的競爭法已大幅的國際化，且國際組織的參與亦持續在成長中。聯合國貿易和發展會議（UNCTAD）及經濟合作暨發展組織（OECD）等國際組織持續舉辦各場國際論壇，提倡全面適用競爭法於公營及私營企業上的新自由主義。戰後的哈瓦那憲章第5章包含了一條反托拉斯的條文，但從來沒有納入WTO的前身－1947年的關稅暨貿易總協定裡面過。英國公平交易辦公室主管暨教授李察·域爾斯曾懷疑地寫道，「從現階段的發展來看，WTO不太可能蛻變成一個全球競爭主管機關。」儘管如此，世界貿易組織正在進行中的杜哈回合貿易談判，其談判內容即包括將競爭法執法移到全球層面的指望。雖然不太可能直接執行，新建立的國際競爭網路（ICN）成為各國主管機關協調其執法行動的一種方法。

## 另見
- 競爭法
- 經濟思想史

## 註記
1. ↑  依據《De La Cure Annone chez le Romains》一書中記載，這時為凱撒的時期。
2. 1 2  Wilberforce 1966，第20頁
3. ↑  Wilberforce 1966，第22頁
4. 1 2  Wilberforce 1966，第21頁
5. ↑  Pollock and Maitland.  2. : 453.
6. ↑  51 & 52 Hen. 3, Stat. 1
7. ↑  51 & 52 Hen. 3, Stat. 6
8. ↑  Wilberforce 1966，第23頁
9. ↑  23 Edw. 3.
10. ↑  27 Edw. 3, Stat. 2, c. 25
11. ↑  25 Hen. 8, c. 2.
12. ↑  according to William Searle Holdsworth, 4 Holdsworth, 3rd ed., Chap. 4 p. 346
13. ↑  (1602) 11 Co. Rep. 84b
14. ↑  例如，有一位 John Manley 每年支付1萬英鎊給國王，以標得「國內與國外的郵務」。Wilberforce 1966，第18頁
15. ↑  (1685) 10 St. Tr. 371
16. ↑  9 Anne, c. 30
17. ↑  Smith 1776
18. ↑  「現在的英國普通法已直接通過成為法律，因此成為美國的法官造法。」Wilberforce 1966，第7頁
19. ↑  (1414) 2 Hen. 5, 5 Pl. 26
20. ↑  5 & 6 Edw. 6, c. 14
21. ↑  Tony Prosser. . . 2005.
22. ↑  Wood. . 1995-02-03  [2015-09-12]. （原始内容存档于2005-02-10）.
23. ↑  Whish 2003，第448頁
24. ↑  .   [2015-09-12]. （原始内容存档于2021-04-20）.